# D.Gray-man
D.Gray-man (ディー・グレイマン, Dī.Gureiman) é uma série de mangá escrita e ilustrada por Katsura Hoshino. Começou a ser publicado pela Shueisha na revista Weekly Shōnen Jump em 2004 (agora publicado na Jump SQ Rise, a revista trimestral da Jump que é derivada da revista Jump SQ, devido aos problemas de saúde da autora) e que se encontra com 27 tankōbon já lançados. Há também um spin-off chamado Reverse, de autoria de Kaya Kizaki, que mostra a história dos personagens. O anime foi exibido entre 3 de outubro de 2006 e 30 de setembro de 2008 no Japão, concluído com 103 episódios.

## Enredo
A série se passa em uma terra fictícia no final do século XIX onde os membros da Ordem Negra estão em guerra contra o "Conde do Milênio", que pretende destruir a humanidade com seu exército de Akumas, armas criadas a partir das almas dos falecidos quando seus entes queridos amaldiçoam Deus pela sua perda. Para ajudar nos seus esforços, a Ordem Negra percorre o mundo procurando as 109 partes de uma substância divina chamada Inocência, que foi lavada durante o Grande Dilúvio, e as pessoas que podem usar armas anti-Akuma a partir da Inocência. Essas pessoas, chamados Exorcistas, são capazes de combater e destruir os Akumas. Uma Inocência, referida como o "Grande Coração" garante a sua vitória nesta guerra. No entanto, o Conde do Milênio também está procurando a Inocência chamada de Coração com a intenção de destruí-la.
O personagem principal da série é Allen Walker, um jovem exorcista que entrou recentemente à Ordem Negra depois do treinamento com seu mestre General Cross Marian. Ao apresentar-se à organização, ele é confundido com um inimigo e é atacado por um outro exorcista, Kanda Yu. No entanto, uma vez que o erro é percebido, Lenalee Lee impede Kanda de causar mais acidentes. Uma vez dentro do quartel, Allen descobre que ele é a pessoa da profecia o "Destruidor do Tempo", que é o único que pode derrotar o Conde do Milênio. Como a série progride, Allen reúne muitos dos membros da sede da Ordem Negra, bem como aqueles em outros ramos em todo o mundo. Ele finalmente encontra um jovem aspirante a bookman chamado Lavi e seu antecessor, Bookman, que seguem Allen em suas aventuras para testemunhar e registrar os eventos. Allen também se encontra com o antagonista, o Conde do Milênio, o seu exército akuma, e a família de Noé (Noah), um grupo de humanos que ajuda o Conde do Milênio em seu plano para destruir a humanidade.

## Mídias

### Mangá
O mangá D.Gray-man é escrito e ilustrado por Katsura Hoshino. A série iniciou em 31 de maio de 2004, tendo seus capítulos lançados semanalmente pela Shonen Jump. Devido a problemas de saúde de Hoshino, a série entrou em hiatos diversas vezes. A publicação retornou em 9 de março de 2009. O capítulo 186 foi o último capítulo a ser publicado na Shounen Jump, em 27 de abril de 2009. A série retornou na revista sazonal Akamaru Jump em 17 de agosto do mesmo ano, e posteriormente passou a ser publicada mensalmente na revista Jump Square, onde foi publicada de 4 de novembro de 2009 a 4 de janeiro de 2013. Após um hiato de dois anos, a série foi transferida para a revista trimestral Jump SQ.Crown, sendo publicada de 17 de julho de 2015 a 19 de janeiro de 2018, quando a revista encerrou sua publicação. O mangá foi transferido para a então nova revista trimestral Jump SQ.Rise em 16 de abril de 2018.

### Anime
Primeira série em animação:
D.Gray Man recebeu uma série em anime produzida pelo estúdio TMS Entertainment, dirigida por Osamu Nabeshima, e exibida na TV Tokyo no período de 3 de Outubro de 2006 a 30 de Setembro de 2008, com um total de 103 episódios. A série adaptou do primeiro ao 156º capítulo do mangá. A animação foi dividida em duas temporadas, a primeira temporada conhecida como "1st stage" é constituída pelos primeiros 51 episódios e foi finalizada em 25 de setembro de 2007. A segunda temporada conhecida como "2nd stage" começou a ser exibida em 2 de outubro de 2007 e compreendeu os 52 episódios finais. Posteriormente, todos os episódios foram compilados em 26 volumes de DVDs e foram lançados pela Aniplex entre 7 de fevereiro de 2007 e 4 de março de 2009. O anime foi planejado por Hiroshi Tsutsumi e Yutaka Sugiyama. Os produtores foram Fukashi Azuma, Shinichi Iwata, Akiyo Oguma e Yosuke Tsuruki. O design geral foi feito por Yasuhiro Moriki e o design das personagens foi feito por Hideyuki Morioka. A composição da série foi feita por Reiko Yoshida. O diretor de arte foi Toru Koga, o diretor de som foi Toru Nakano e o diretor de fotografia foi Eiji Tsuchida. O compositor da trilha sonora foi Kaoru Wada, a edição foi feita por Tomoki Nagasaka, a produção musical foi feita pela Aniplex e pelo Half H.P Studio.
Segunda série em animação / D.gray man Hallow (continuação):
D.gray man Hallow é a segunda série animada, e continuação direta do primeiro anime, baseada na obra de Katsura Hoshino, produzida pelo estúdio TMS Entertainment e dirigido por Yoshiharu Ashino. A animação foi anunciada no evento Jump Festa de Shueisha em 2016, e foi ao ar no Japão de 4 de julho de 2016 a 26 de setembro de 2016, tendo um total de 13 episódios. Também foi transmitido na Animax Asia. No dia 23 de junho de 2016, a Funimation anunciou que eles licenciaram a série Hallow e passaram a transmiti-la online. No Japão, os episódios foram originalmente criados para serem coletados em um total de seis volumes de DVD e Blu-ray. No entanto, o comunicado de imprensa da série Hallow foi adiado de setembro de 2016 para uma data desconhecida devido a razões não mencionadas. Em março de 2017, o site oficial da D.Gray-man Hallow afirmou que o comunicado da mídia física foi cancelado devido a "várias circunstâncias". D.Gray Man Hallow apresenta um novo elenco de dublagem, com Ayumu Murase como Allen Walker e Shinnosuke Tachibana dublando Howard Link. A nova série é dirigida por Yoshiharu Ashino e escrita por Michiko Yokote, Tatsuto Higuchi e Kenichi Yamashita, com design de personagens de Yosuke Kabashima. 
Trilha sonora (primeiro anime):
- INNOCENT SORROW (Episódios 001-025)

Letra: Takanori Nishikawa
Música: Shibasaki Hiroshi
Banda: Abingdon Boys School
Lançado em: 6 de Dezembro de 2006
- Brightdown (Episódios 026-051)

Banda: Tamaki Nami
Lançado em: 29 de Agosto de 2007
- Doubt & Trust  (Episódios 052-076)

Banda: access
Lançado em: 31 de Outubro de 2007
- Gekidou  (Episódios 077-103)

Banda: UVERworld
Lançado em: 11 de Junho de 2008

#### Encerramentos
- SNOW KISS (Episódios 001-013)

Letra: Acchu Iwata
Musica: Acchu Iwata & Ito Koki|Koki Ito
Banda: NIRGILIS
Lançado em: 22 de Novembro de 2006
- Pride of Tomorrow (Episódios 014-025)

Letra:  JUN TATSUTANO
Musica: SHINYA SUMIDA
Banda: JUNE
Lançado em: 7 de Março de 2007
- To the Continuation of the Dream [Yume no Tsuzuki e] (Episodes 026-038)

Banda: surface
Lançado em: 9 de Maio de 2007
- Antoinette Blue (Episódios 039-051)

Banda: Kitade Nana
Lançado em: 5 de Setembro de 2007
- The Reason Why You Are Here [Anata ga Koko ni Iru Riyū] (Episódios 052-064)

Banda: Rie fu
Lançado em: 24 de Outubro de 2007
- Wish (Episódios 065-076)

Banda:Sowelu
Lançado em: 12 de Março de 2008
- regret (Episódios 077-089)

Banda:Mai Hoshimura
Lançado em:4 de Junho de 2008
- Changin (Episódios 090-103)

Banda: Stefany
Lançado em:23 de Julho de 2008

Trilha sonora D.Gray Man Hallow (segundo anime):
- Key-traga-o, my destiny (Abertura):   Banda: Lenny Code Fiction

Lançamento: 31 de agosto de 2016.
- Lotus Pain (Encerramento):  Banda: Mashiro Ayano

Lançamento: 2 de agosto de 2016. 

#### Soundtrack
- D.Gray-man Original Soundtrack 1

Música: Wada Kaoru
Artistas: Abingdon Boys School, NIRGILIS, & JUNE
Lançado em: 21 de Março de 2007
- D.Gray-man Original Soundtrack 2

Música: Wada Kaoru
Artistas: Tamaki Nami, surface, & Kitade Nana
Lançado em: 19 de Dezembro de 2007
- D.Gray-man Original Soundtrack 3

Música: Wada Kaoru
Artistas: access, UVERworld, Rie Fu, Sowelu, Hoshimura Mai, & Stephanie
Lançado em: 17 de Dezembro de 2008